# Tønder (municipio)
El Municipio de Tønder (en danés: Tønder Kommune; en alemán: Kommune Tondern; en frisón septentrional: Tuner Komuun) es un municipio de Dinamarca, localizado en el suroeste del país. Es el mayor municipio de la región administrativa de Dinamarca Meridional y su capital es la pequeña ciudad de Tønder.
El municipio colinda al oeste con el Mar del Norte, al norte con Esbjerg y Haderslev, al este con Aabenraa y al sur con Alemania. En su territorio está integrada la isla Rømø, una de las Islas Frisias. Tiene en 2012 una población estimada en 39.130 habitantes, entre los cuales hay una minoría histórica de lengua alemana.
El actual municipio de Tønder fue creado el 1 de enero de 2007 con la entrada en vigencia de una reforma municipal. En él se integraron los antiguos municipios de:
- Bredebro
- Højer
- Løgumkloster
- Nørre-Rangstrup (excepto la parroquia de Bevtoft)
- Skærbæk
- Tønder (existente desde 1970)

En un plebiscito, la población de la parroquia de Bevtoft votó por integrarse a Haderslev.

## Localidades
| Localidades más pobladas de Tønder |              |                  |
| Nº                                 | Localidad    | Población (2012) |
| 1                                  | Tønder       | 7.685            |
| 2                                  | Løgumkloster | 3.665            |
| 3                                  | Toftlund     | 3.328            |
| 4                                  | Skærbæk      | 3.098            |
| 5                                  | Bredebro     | 1.464            |
| 6                                  | Højer        | 1.213            |
| 7                                  | Agerskov     | 1.205            |
| 8                                  | Møgeltønder  | 858              |
| 9                                  | Abild        | 613              |
| 10                                 | Øster Højst  | 526              |